# SAIPA
SAIPA (перс. سایپا‎) — иранский автопроизводитель со штаб-квартирой в Тегеране. SAIPA (акроним для французского Société Anonyme Iranienne de Production Automobile) была создана в 1965 году, с 75%-м участием в капитале Ирана для сборки автомобилей Citroen по лицензии для иранского рынка. В настоящее время компания производит в основном корейские автомобили, но разработала собственный двигатель и модельный ряд автомобилей. Генеральным директором Saipa является Али Шейхзаде. Основными дочерними компании SAIPA Group являются Saipa Diesel, Pars Khodro и Zamyad Co.
Персонал компании на март 2012 года (конец отчётного года) составлял 39 304 человека. В это же время компания находилась на 2 месте в списке крупнейших автопроизводителей Ирана.

## История
В 1965 году была основана SAIPA (аббревиатура фр. Société Anonyme Iranienne de Production Automobile — Акционерная закрытая Иранская компания по производству автомобилей) как совместное предприятие с французской Citroën.
В 1960-х годах правительство Ирана приглашает западные компании к сотрудничеству. С 1968 года Saipa начинает лицензионную сборку модели Citroen Dyane. Однако в 1979 году происходит Исламская революция, и против Ирана вводят санкции. Западные автопроизводители отказываются от сотрудничества.
В 1981 году санкции снимают, но в 1984 и 1987 году вводят вновь. В Иране такие условия работы и сотрудничества с западными автогигантами обусловили работу не только компании Saipa, но и других автопроизводителей. Автомобильная промышленность Ирана берёт курс на импортозамещение деталей и компонентов для автомобилей.
С 1970 года компания Zamyad Co выпускала копию пикапа Nissan Junior. В 1998 году эту компанию покупает SAIPA. Производство пикапов под брендом Zamyad продолжается до сих пор.
В 1998—2000 годах компания Saipa покупает производителя Pars Khodro и компанию Iran Kaveh, выпускающую грузовики, сменив её название на Saipa Diesel.
В 1990—2000-х годах автопроизводитель покупает лицензию и начинает производство нескольких моделей Kia и Citroen Xantia.
C 1993 по 2020 год выпускает модель Saipa Pride (Kia Pride версии конца 1980-х) по лицензии фирмы Kia, которая стала самой массовой в Иране.
В 2009 году Saipa выпускает автомобиль Saipa Tiba уже своей разработанной платформы, на основе того же Kia Pride. Совместно с немецкой компанией FEV для него разрабатывают линейку двигателей 1,3 и 1,5 л. В 2013 году выходит хетчбэк Tiba. В 2022 году модель снята с производства.
В 2014 году компания в Чехии проходит сертификацию своих автомобилей платформы Saipa X 100 на соответствие экологических требований Евро-4 для доступа к зарубежным рынкам.
Ресталинговые модели Tida получают название Saipa Saina (седан) в 2016 году и Saipa Quick (хетчбэк) в 2018 году.
На 2017 год автокомпании Iran Khodro и Saipa удерживали 87,4% автомобильного рынка Ирана, где Saipa занимала долю авторынка в 37,9%.
В 2020 году Saipa запускает модель Shahin на своей новой платформе, в основе которой лежит платформа Toyota B.
В 2023 году автопроизводитель представил модель Sahand, которая является улучшенной Saina. Машина получила современный дизайн и другие доработки. Выпуск Saina Sahand планируется в 2024 году.

## Модельный ряд

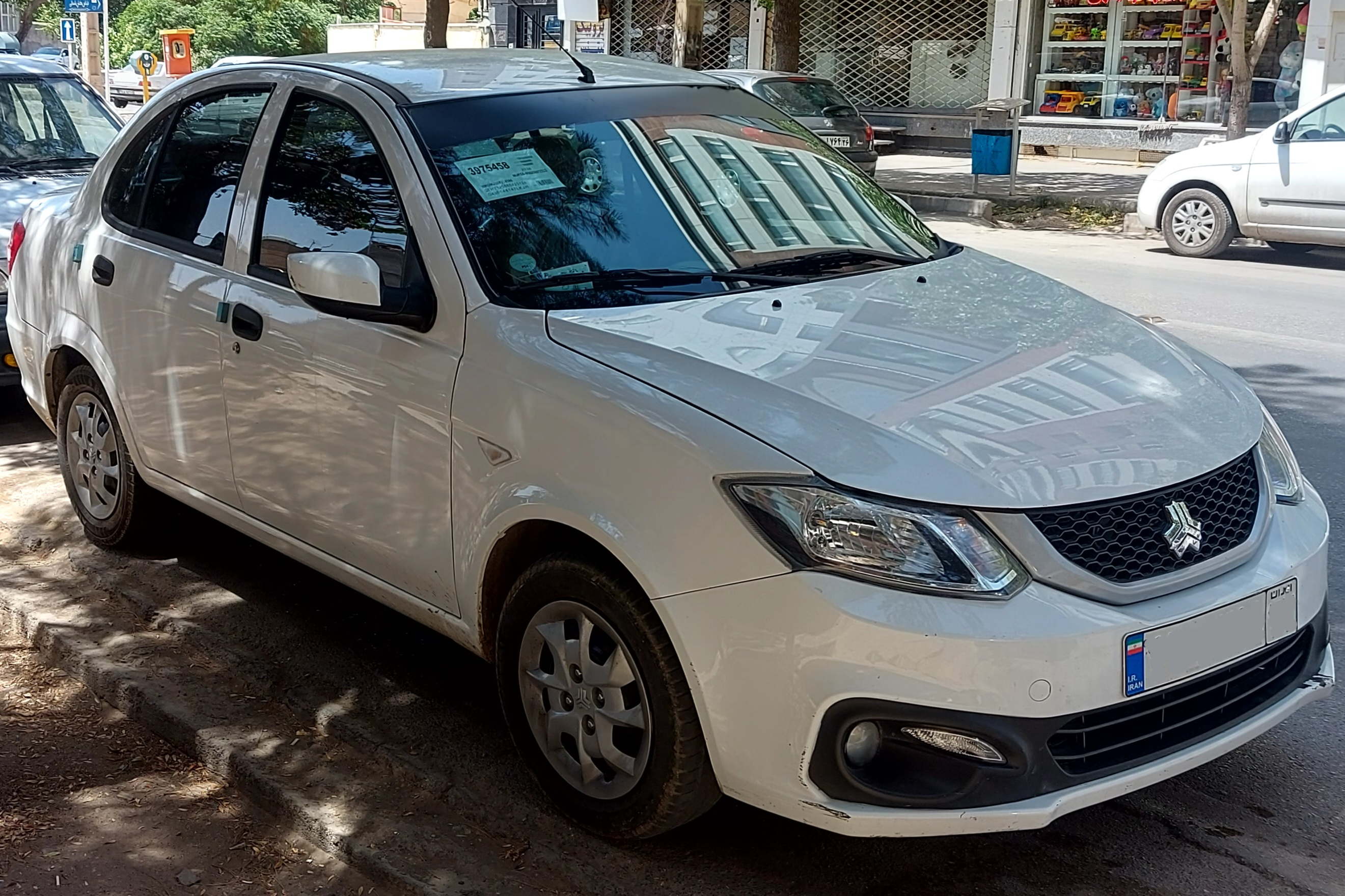
Saipa Saina
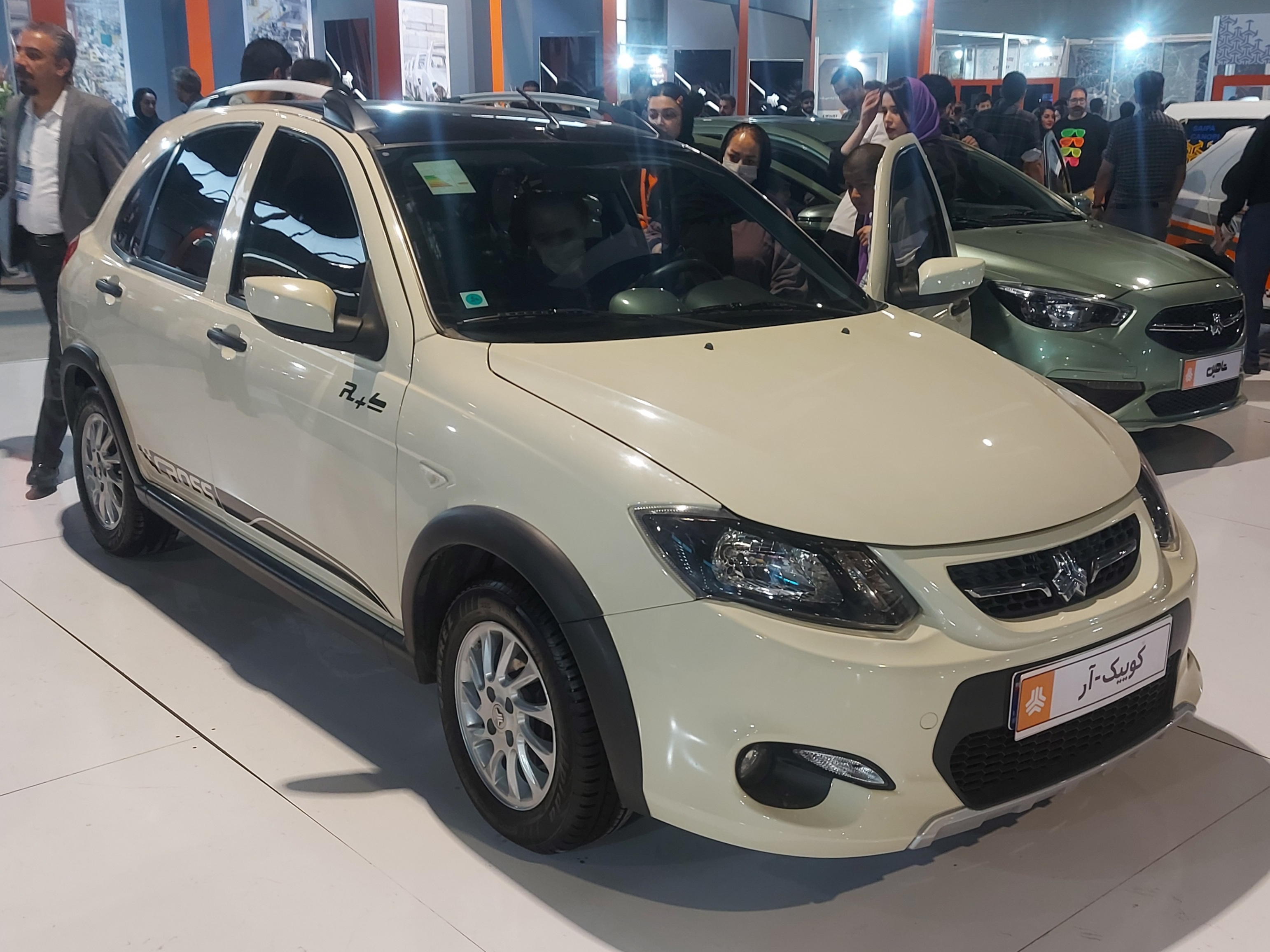
Saipa Quik
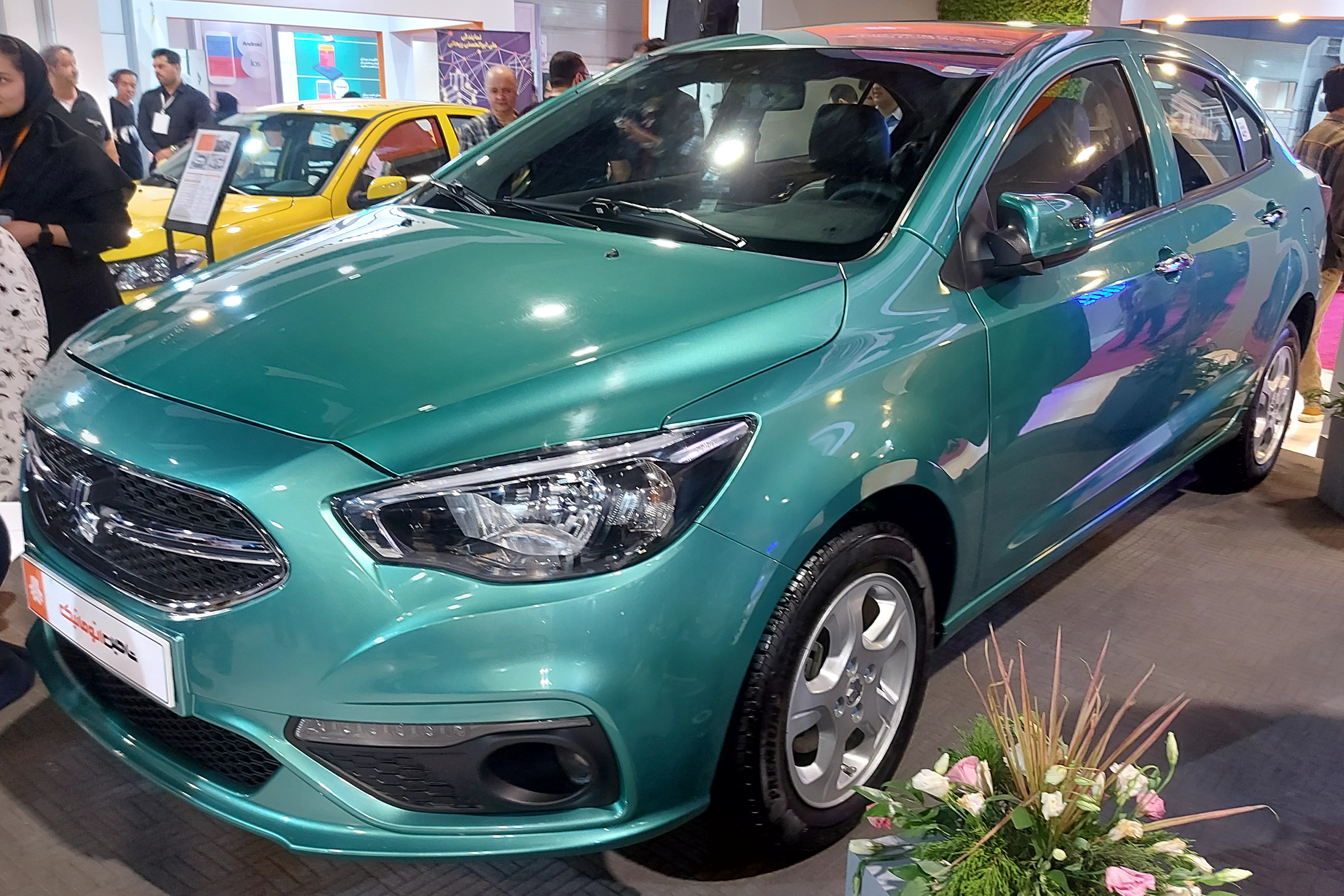
Saipa Shahin
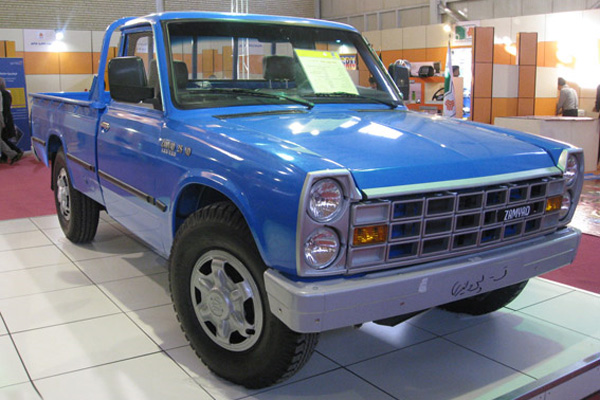
Zamyad 24

- Saipa Saina
- Saipa Quik
- Saipa Shahin
- Saipa Aria
- Saipa Atlas
- Saipa Sahand
- Zamyad 24
- Zamyad Karon
- Zamyad Zagros